# 月刊アスキー
月刊アスキー（げっかんアスキー）は、かつてアスキーが1977年より発行していた月次刊行のパソコン雑誌である『ASCII』の通称。2008年に『ビジネスアスキー』へリニューアルし、2010年に休刊した。
創刊時より正式名称は『ASCII』であったが、1978年4月号の表紙からそれまでの「アスキー」に代わって「月刊アスキー」と一貫して併記されており、誌面では月刊アスキーの名称が一般的に使われていた。『ASCII』の表紙にある目立つロゴは「ASCII」「アスキー」「ascii」などと変化したが、図書館の書誌情報等では1977年の創刊から2008年10月号をもって継続後誌『ビジネスアスキー』へ移行するまで、「ASCII」の名称に変更は無い。「ホビーとの訣別」を掲げて出発したが、移行直前からの末期を除けば、パーソナルコンピュータを幅広く扱う趣味性の強い内容であった。

## 歴史

### 1970年代
創業〜マイコン時代
1977年5月24日、西和彦らが株式会社アスキー出版（メディアリーヴスの項目を参照）を設立、同年6月18日に同社の月刊誌『月刊アスキー』として創刊し、同年7月号として定価440円で発売された。創刊号の発行部数は5,000部。
1980年前後に創刊され、ともにいわゆる「マイコンブーム」の中にあった後発のパソコン雑誌（マイコン雑誌）の数々が休刊した中で、2010年まで生き残った。『I/O』が最後の生き残りである。
創刊号では（趣味としてのマイコンという色の強かった先行の『I/O』に対し）巻頭言で「ホビーとの訣別」を掲げ、その文中には「パーソナル・コンピューティング」という言葉も見える。しかしまだen:Home computerがアメリカで誕生したかしないか、という時代であり（1977年はApple II・PET 2001・TRS-80の誕生の年である）、実際の内容は「マイクロコンピュータ総合誌」としてマイコンに関する幅広い内容を扱うこととし、ワンボードマイコンが記事の中心だった。

### 1980年代
1980年前後、『I/O』『月刊アスキー』『月刊マイコン』『RAM』が4大雑誌と言われた。月刊アスキーは、4誌唯一の大きなサイズや、誌面イラストのセンス溢れるデザインで、『I/O』と並び最も人気あるマイコン雑誌の地位を誇った。
この時代の特筆事項としては、TL/1・GAMEなどの小さな言語処理系と、思考型ゲーム（次の段落で述べる、ファミコンを中心としたゲームとは趣がいささか異なる）がある。思考型ゲームではコンピュータRPG黎明期の一つ『アレフガルド』（『ザ・ブラックオニキス』より登場が早かった）の他、『ボコスカウォーズ』やウォーゲーム『フリートコマンダー』はファミリーコンピュータにも移植。マイコンによるオセロゲームの投稿プログラム大会「マイクロオセロリーグ」で常連だった森田和郎がエニックス（現:スクウェア・エニックス）の第1回ホビープログラムコンテストにも入賞、『I/O』出身の中村光一と共に、雑誌投稿出身のゲームクリエイターとして名を知らしめた。森田他の共著による単行本『思考ゲームプログラミング ― オセロゲームのアルゴリズムと作成法』は、実戦力のあるプログラムを具体的なソースコードを示して解説し、多くの後進を育てた。『コア戦争』や『Crobots』といったプログラミングゲームの紹介もあった。また、ジョークとして名高い『年刊AhSK!I』が刊行されたのも主としてこの時代である(4月号の別冊として添付)。記載されている広告は全てフィクションであり記事の殆どもパロディだったが、記載されていたプログラムは稼動する物だった。とは言ってもエイプリルフールに因んで発行されている別冊誌なので、例えばオセロゲームをパロディ化した『ロセオ』というゲーム(自分の色が少ない方が勝ち)というプログラムなど、遊び心の多いプログラムばかり。
1980年代中期にはゲーム産業・市場の発展もあった。「ホビーとの決別」を高らかに謳って出発したアスキーであったが、82年に本誌別冊として始まったパソコンゲーム誌『ログイン』、さらに86年にはさらにそこから独立したテレビゲーム誌『ファミコン通信』を発刊。本誌のゲーム記事はこれらとある程度の住み分けがされつつ掲載される。ゲームがホビーから産業になったと見ることもできる。

### 1990年代
遠藤編集長時代
1990〜2002年にかけて、『月刊アスキー』の編集長は遠藤諭であった。「パーソナルコンピュータ総合誌」として、内容としては、ハードウェア、ソフトウェアをはじめ多くの分野についての記事があり、Windows、Macintosh、PC-UNIX、携帯電話やデジタル家電など、多くのプラットフォームにまたがった記事を掲載する他、「ホーテンス・S・エンドウ」名義で連載し好評を受けた「近代プログラマの夕」（連載開始は編集長就任以前）、今日いわゆるデジタルガジェットと呼ばれているような部類の商品の紹介、『東京おとなクラブ』時代の杵柄であるサブカルなど幅広くかつ濃い内容であった。

### 2000年代
休刊、『ascii』そして『ビジネスアスキー』へ
2006年7月18日発売の同年8月号（通巻350号）で臨時休刊することを発表した。
2006年10月24日、「ビジネスとITのギャップを埋める」『月刊アスキー』に新創刊した。表紙のロゴはそれまでの大文字ではなく小文字（ascii）となっている。
2007年9月29日、月刊アスキーの創刊30周年を記念し『月刊アスキー限定復活版』を発行した。表紙のロゴも創刊時の旧ロゴ（ASCII）が使用されている。
2008年9月24日に発売された2008年11月号より、誌名が『月刊ビジネスアスキー』に変更された（同年7月7日に発表）。表紙のロゴ表記もカタカナである。

### 2010年代
『ビジネスアスキー』としても休刊
2010年1月23日、この日発売された3月号をもって『月刊ビジネスアスキー』が休刊。

## 姉妹誌
- 週刊アスキー
- アスキー・ドットPC